# Traité de Fontainebleau (1814)
Pour les articles homonymes, voir Traité de Fontainebleau.
 Voir le traité sur Wikisource
Le traité de Fontainebleau signé le 11 avril 1814 est le traité par lequel Napoléon Ier abdiquait sans condition après la victoire des puissances alliées dans la Sixième Coalition.

## Contexte historique
Après la défaite des armées françaises au cours de la campagne de France, les Alliés entrent dans Paris le 31 mars 1814. 
Le Sénat, le lendemain, 1er avril,  prend l'initiative d'organiser puis de nommer un gouvernement transitoire (du lundi 3 au vendredi 14 avril 1814), présidé temporairement par Talleyrand, duc de Bénévent, et dont les membres sont d'anciens serviteurs de l'Empire.
Le samedi 2 avril 1814, le « Sénat conservateur » (64 sénateurs sur 140, dont 90 présents sur Paris), par l’entremise de Talleyrand vote en faveur de la déchéance de Napoléon du trône :
- le droit d’hérédité est aboli dans sa famille,
- le peuple français et l’armée sont déliés envers lui du serment de fidélité.

Dans les jours qui suivent la déchéance, des négociations ont lieu entre Napoléon et les Alliés, jusqu’à « la trahison » du maréchal Marmont – convaincu par Talleyrand de signer un armistice avec le généralissime autrichien Schwarzenberg – et la retraite vers Rouen du 6e corps qui couvrait Napoléon entre Paris et Fontainebleau.
Le 11 avril 1814, ratification du traité de  de Fontainebleau par les représentants de Napoléon qui reçoit les documents le 12 et les signe le lendemain le 13 avril. Il est à noter que les autres puissances étrangères mettent aussi plusieurs jours ou semaines à le ratifier.

## Abdication de Napoléon Ier
Négocié et conclu le 6, à Paris, entre les maréchaux Ney, Macdonald, le général Caulaincourt, ses plénipotentiaires et les ministres d’Autriche, de Russie et de Prusse. Napoléon signe le 13, tandis que les autres puissances étrangères mettent plusieurs jours ou semaines pour le ratifier.  Il est ratifié le 14 avril 1814.
Par ce traité :
- Napoléon Ier « renonce pour lui, ses successeurs et descendants, ainsi que pour chacun des membres de sa famille, à tout droit de souveraineté et de domination, tant sur l'Empire français et le royaume d'Italie, que sur tout autre pays.

- LL. MM. l'empereur Napoléon et l'impératrice Marie-Louise conserveront ces titres et qualités pour en jouir leur vie durant ».

- Napoléon Ier accepte de résider sur l'île d'Elbe, érigée en principauté de l'île d'Elbe, qui sera possédée par lui en toute souveraineté et propriété.

- « Il sera donné en outre en toute propriété, à l'empereur Napoléon, un revenu annuel de 2 000 000 de francs, en rente sur le grand-livre de France, dont 1 000 000 sera réversible à l'impératrice ».

- Le 20 avril, il fait ses adieux à la vieille garde à Fontainebleau.